# Army Men: Air Attack
Army Men: Air Attack è un videogioco d'azione del 1999 sviluppato e pubblicato da The 3DO Company per PlayStation. Quinto titolo della serie Army Men, il gioco è stato convertito nel 2001 per Microsoft Windows. Il gameplay è molto simile all'equivalente titolo per Nintendo 64 Army Men: Air Combat.

## Modalità di gioco
Il gameplay del gioco è stato paragonato ai primi titoli della serie Strike prodotta da Electronic Arts.